# 구석남속
구석남속(학명: Erica)은 진달래과에 속하는 식물 속의 하나이다. 700종류 이상의 종이 있어, 그 대부분은 남아프리카 원산으로, 나머지의 70종 정도가 아프리카 외 지역이나 지중해 지방, 유럽 원산이다.

## 특징
많은 종은 높이 20-150cm 정도의 낮은 나무이지만, E. arborea, E. scoparia와 같이 높이 6-7m에 이르는 종도 있다. 애리카의 군생지로서는, 북쪽 독일의 자연 보호 지구, 류네브르거 하이데가 유명. 또 소설 「폭풍의 언덕」의 관의 주위에 나 있었던 것도 에리카, 영어에서는 히더(heath)로 불린다.

## 주요 종
- E. canaliculata - 이름의 유래는 꽃안의 검은 약(화분봉투)이 굵은 고리 모양으로 보이는 것부터.
- 에리카 (E. cinerea)
- E. formosa - 꽃이 은방울꽃을 닮아 있다.
- 구석남 (E. melanthera)

## 사진

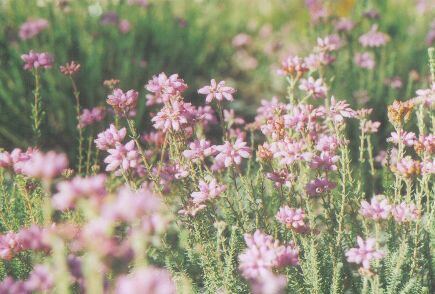
E. tetralix
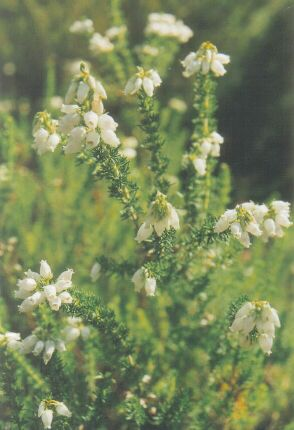
에리카(E. cinerea)
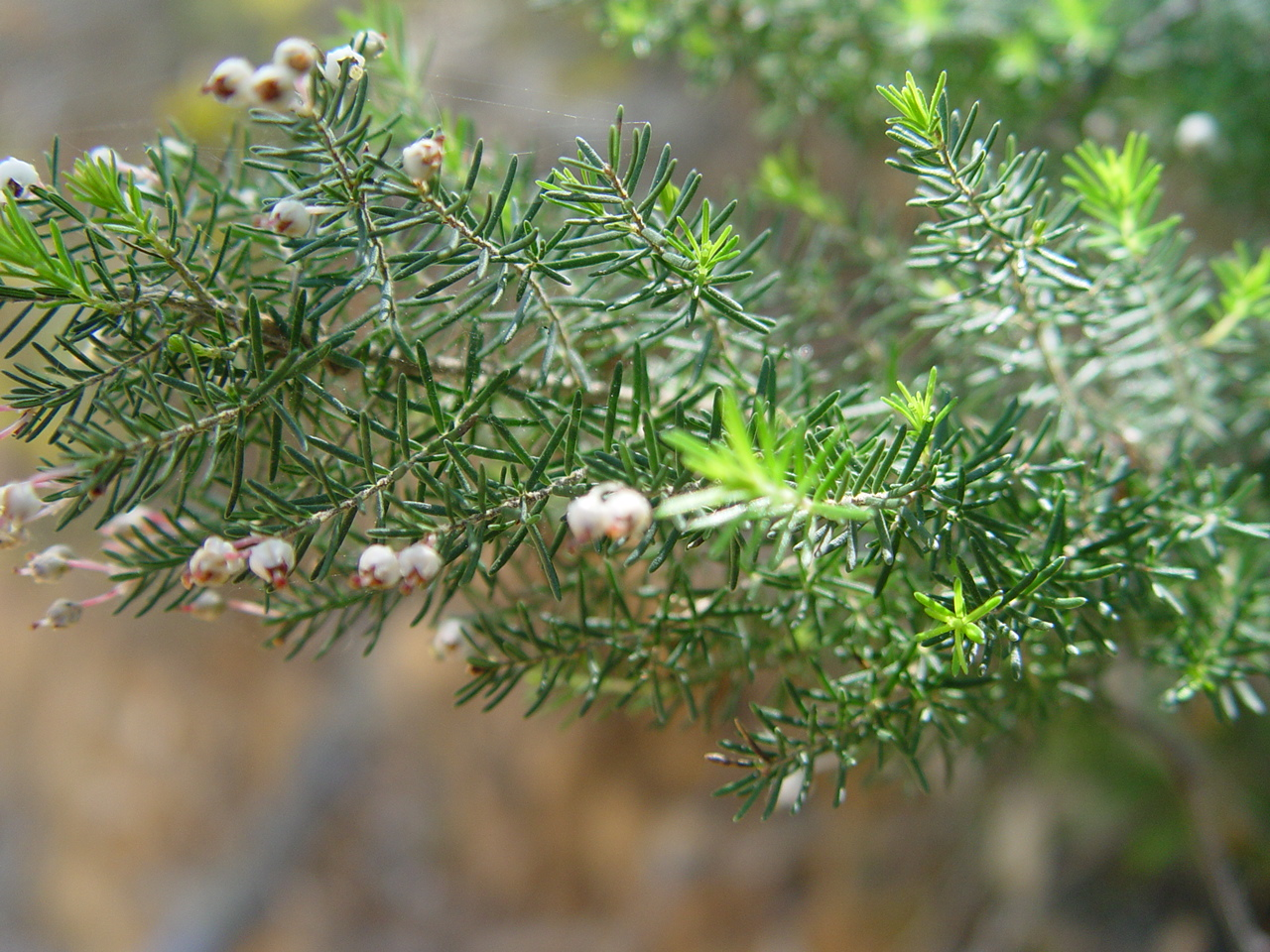
E. arborea
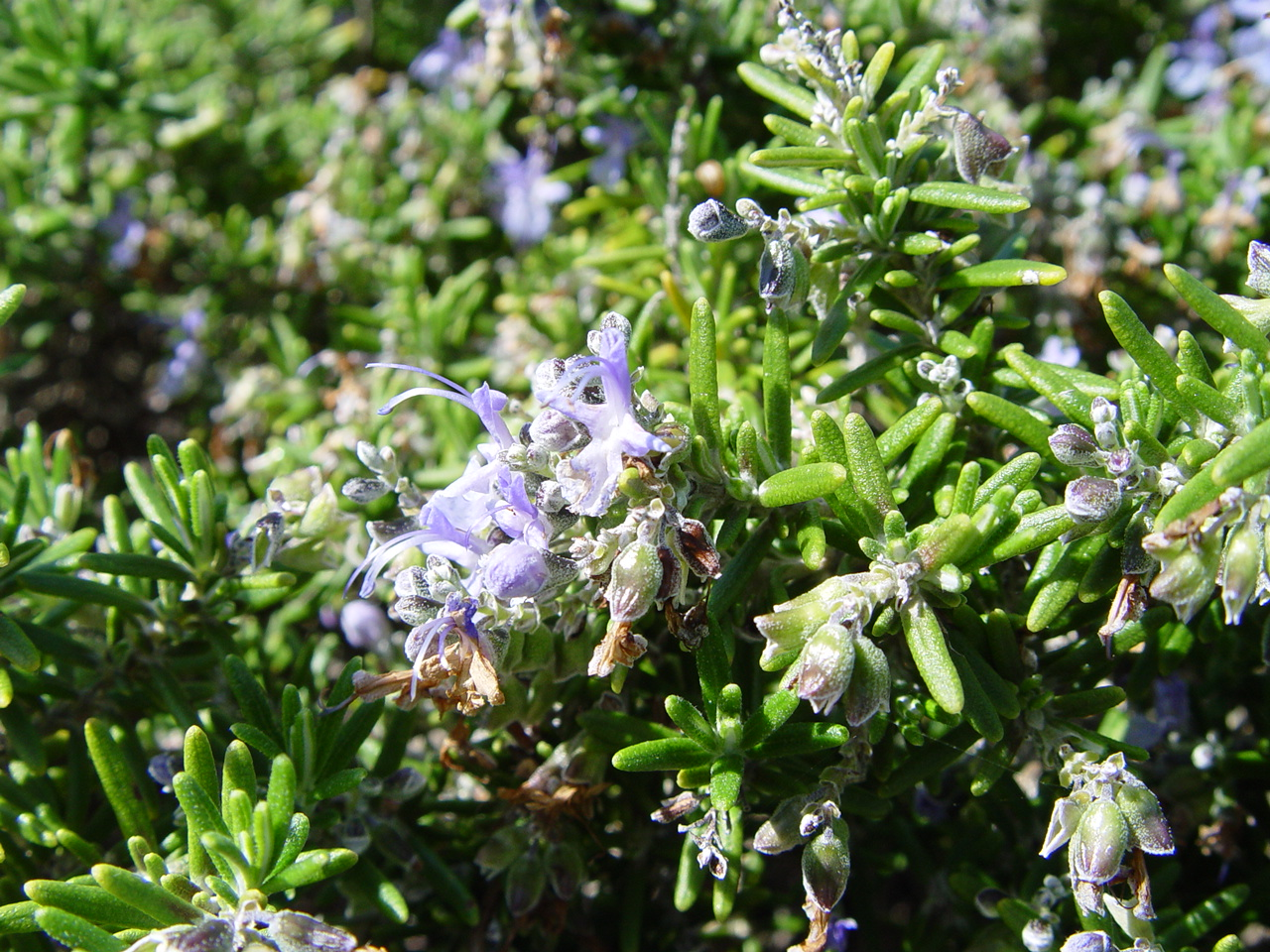
E. officinalis
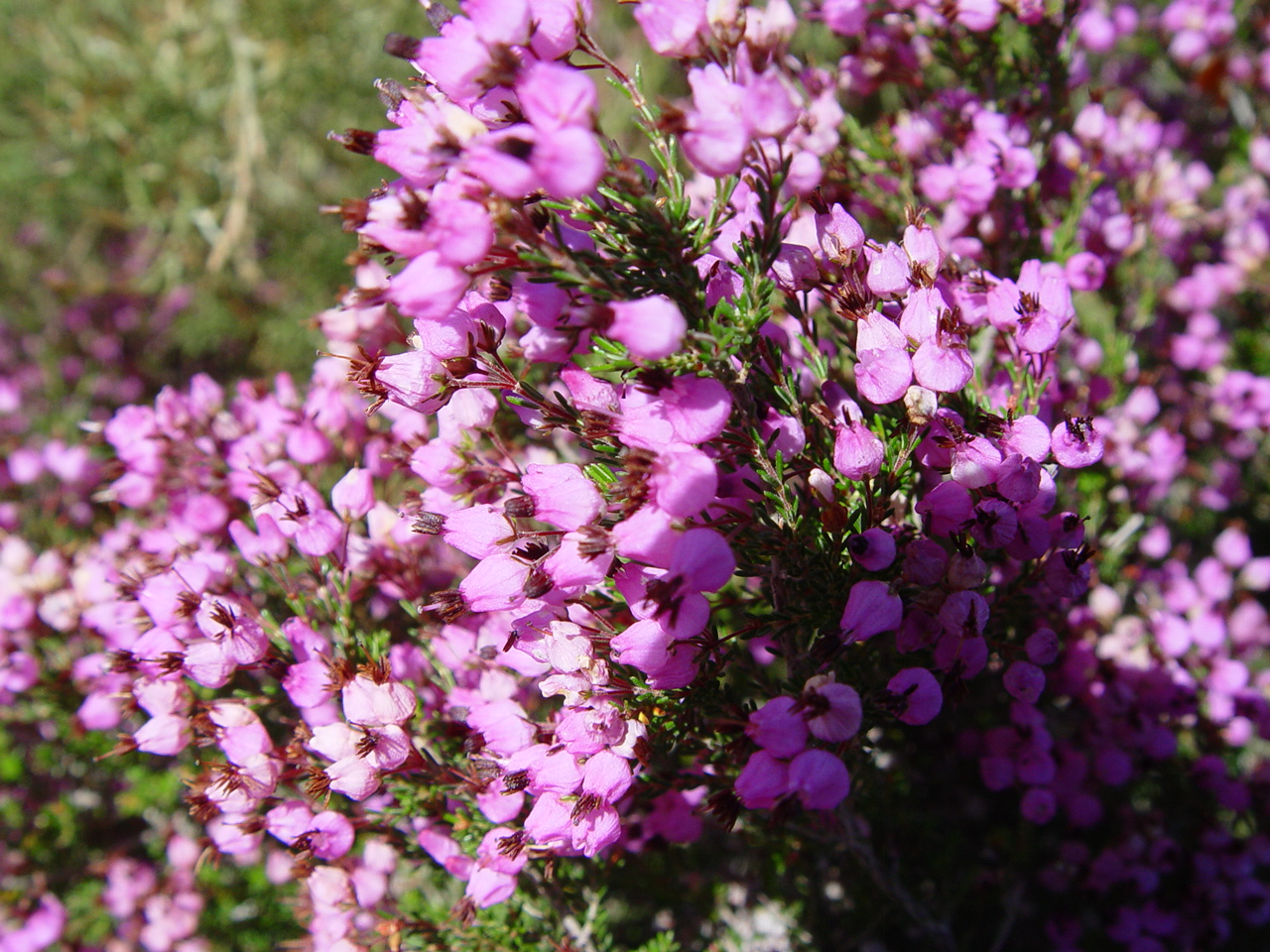
E. australis
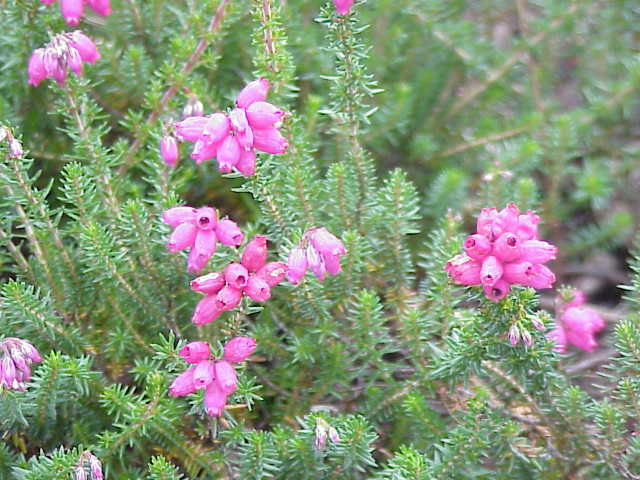
E. cinera
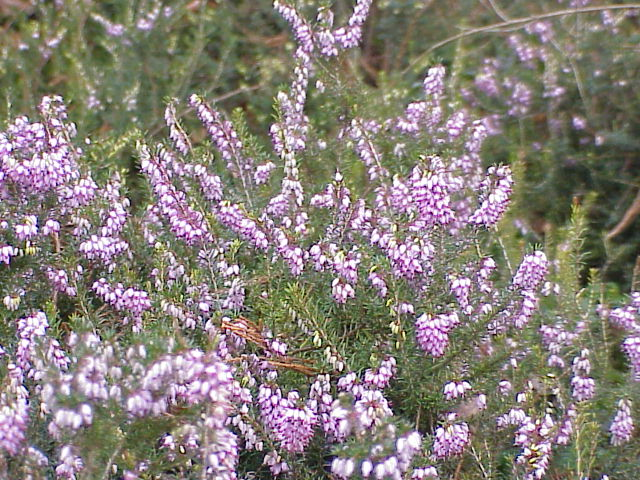
E. herbacea
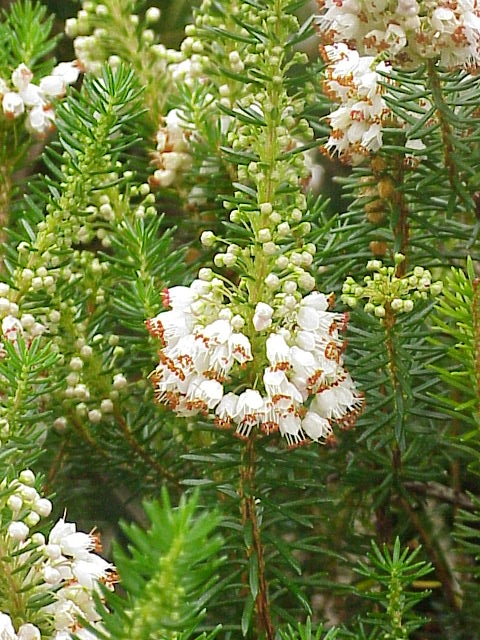
E. vagans
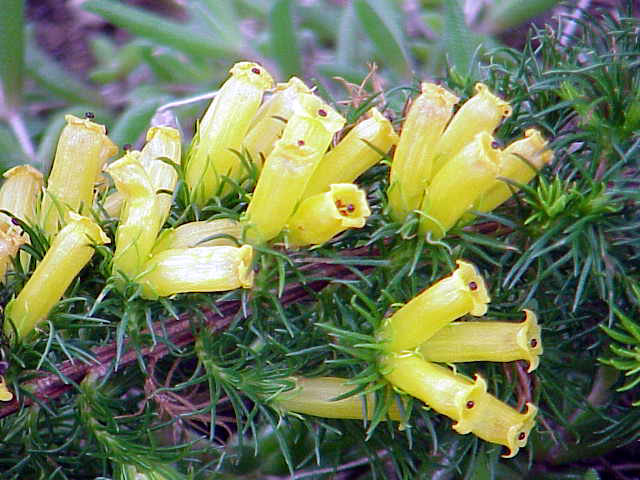
E. patersonia
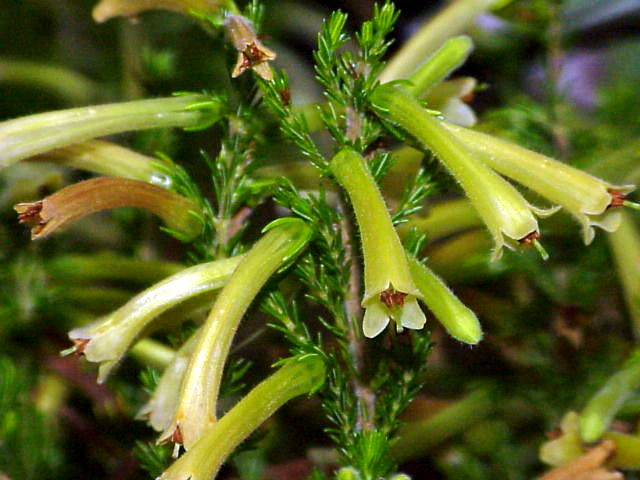
E. bucciniiformis

## 같이 보기
- 에리카의 꽃 질 때 / 니시다 사치코
  - 1963년 발표의 악곡으로, 제14회 NHK 홍백가합전에서 불렸던 히트곡.
  - 가사 중에서 「연분홍빛 에리카의 꽃」이라고 불리고 있다.